# 實收資本
實收資本（英語：Paid-in capital），又稱投入資本，即所謂的發行資本（又稱已發行資本），指的是股東實際將現金或實物投入公司的資本額，為投資者在發行普通股或優先股期間「實收」的資本金額，包括股票的面值加上超過面值的金額。實收資本代表企業通過出售其股權而不是從正在進行的業務運營中籌集的資金。

## 基本概念
實收資本 = A + B

A = 股份資本（股本 = 普通股本 + 優先股本）

B = 資本公積（資本公積 = 額外實收資本）

## 額外實收資本
額外實收資本（英語：Additional Paid-in capital,  APIC)，可被視為「超過面值的出資」；當投資者在首次公開募股階段直接從公司購買新發行的股票時，就會發生這種情況，且唯一只會在首次公開募股發生。
額外實收資本與實收資本相同，於資產負債表的股東權益部分下逐項列出，且其更被視為公司的一個盈利機會，因為它導致企業能在無需提供任何抵押品作為回報的情況之下從股東那裡獲得多餘的現金。

## 延伸閱讀
- 曾炳霖：《論資本三原則在實務運作上之存在價值》（東海大學法律學系，2004年）